# Formelsammlung Analysis

## FolgenundReihen

### Arithmetische und geometrische Folgen
Arithmetische Folge
{\displaystyle a_{n+1}-a_{n}=d\quad \mathrm {f{\ddot {u}}r\;alle\;} n}
{\displaystyle a_{n}={\tfrac {1}{2}}(a_{n-1}+a_{n+1})}
{\displaystyle \,a_{n}=a_{1}+(n-1)d}
Geometrische Folge
{\displaystyle {\frac {a_{n+1}}{a_{n}}}=q\quad \mathrm {f{\ddot {u}}r\;alle\;} n,q\in \mathbb {R} \setminus \{0\}}
{\displaystyle a_{n}={\sqrt {a_{n-1}\cdot a_{n+1}}}}
{\displaystyle a_{n}=a_{1}\cdot q^{n-1}}

### Grenzwerte: Definition (Folgen)
- Die Folge {\displaystyle (a_{n})} heißt Nullfolge, wenn es zu jedem {\displaystyle \epsilon >0} eine Nummer {\displaystyle n_{0}} gibt, sodass für alle Folgeglieder mit höherer Nummer, also {\displaystyle n>n_{0}} gilt:

{\displaystyle \,|a_{n}|<\epsilon }
- Eine Folge {\displaystyle (a_{n})} hat den Grenzwert a, wenn die Folge {\displaystyle (a_{n}-a)} den Grenzwert 0 hat.
- Folgen ohne Grenzwert heißen divergent.
- Eine Folge heißt beschränkt, wenn es eine Zahl {\displaystyle K>0} gibt, sodass {\displaystyle |f_{n}|<K} für alle {\displaystyle n\in \mathbb {N} } gilt.

### Grenzwertsätze (Folgen)
Hat die Folge {\displaystyle (a_{n})} den Grenzwert a, die Folge {\displaystyle (b_{n})} den Grenzwert b, so gilt:
- {\displaystyle \lim _{n\to \infty }(a_{n}\pm b_{n})=a\pm b}
- {\displaystyle \lim _{n\to \infty }(a_{n}\cdot b_{n})=a\cdot b}
- {\displaystyle \lim _{n\to \infty }{\frac {a_{n}}{b_{n}}}={\frac {a}{b}}\qquad b\not =0}

## Funktionen (formale Eigenschaften)

### Grenzwerte von Funktionen
- [Definition, Eigenschaften, Grenzwertsätze analog]

#### Regel von de L’Hospital
Sei {\displaystyle f(x)={\frac {u(x)}{v(x)}}.}
Voraussetzungen:
- Es gibt eine Stelle {\displaystyle a}, sodass {\displaystyle u(a)} und {\displaystyle v(a)} entweder Null sind oder bestimmt divergieren
- {\displaystyle u} und {\displaystyle v} sind in einer Umgebung von {\displaystyle a} differenzierbar
- Der Grenzwert {\displaystyle \lim _{x\to a}{\frac {u'(x)}{v'(x)}}} existiert.

Dann gilt:
{\displaystyle \lim _{x\to a}{\frac {u(x)}{v(x)}}=\lim _{x\to a}{\frac {u'(x)}{v'(x)}}}

#### Einseitige Grenzwerte
Die Funktion {\displaystyle f\colon X\to \mathbb {R} \;} hat für {\displaystyle x\to p+} den Limes {\displaystyle L\;}, wenn es zu jedem (noch so kleinen) {\displaystyle \varepsilon >0\;} ein {\displaystyle \delta >0\;} gibt, sodass für alle {\displaystyle x\;}-Werte aus dem Definitionsbereich {\displaystyle X\;} von {\displaystyle f\;}, die der Bedingung {\displaystyle 0<x-p<\delta \;} genügen, auch {\displaystyle |f(x)-L|<\varepsilon \;} gilt.
In diesem Falle nennt man den Grenzwert {\displaystyle \lim _{x\to p+}f(x):=L} konvergent.

### Stetigkeit
Eine Funktion {\displaystyle f} heißt an einer Stelle {\displaystyle x_{0}} stetig, wenn der Grenzwert von {\displaystyle f} für {\displaystyle x} gegen {\displaystyle x_{0}} existiert und mit dem Funktionswert {\displaystyle f(x_{0})} übereinstimmt
{\displaystyle f(x_{0})=\lim _{h\to 0}f(x_{0}+h)=\lim _{h\to 0}f(x_{0}-h)=\lim _{x\to x_{0}}f(x)}
- Epsilon-Delta-Kriterium:{\displaystyle f\colon D\to \mathbb {R} } ist stetig in {\displaystyle x_{0}\in D}, wenn 
 zu jedem {\displaystyle \varepsilon >0} ein {\displaystyle \delta >0} existiert, so dass für alle {\displaystyle x\in D} mit {\displaystyle |x-x_{0}|<\delta } gilt: {\displaystyle |f(x)-f(x_{0})|<\varepsilon }.
- Folgenkriterium: {\displaystyle f\colon D\to \mathbb {R} } ist stetig in {\displaystyle x_{0}\in D}, wenn für jede Folge {\displaystyle (x_{k})_{k\in \mathbb {N} }} mit Elementen {\displaystyle x_{k}\in D}, die gegen {\displaystyle x_{0}} konvergiert, auch {\displaystyle f(x_{k})} gegen {\displaystyle f(x_{0})} konvergiert.

### Grundlegendes
Zwischenwertsatz
Eine im Intervall {\displaystyle [a,b]} ({\displaystyle a<b}) stetige Funktion {\displaystyle f} nimmt jeden Funktionswert zwischen {\displaystyle f(a)} und {\displaystyle f(b)} mindestens einmal an.
Spezialfall: Nullstellensatz
Eine in {\displaystyle I} stetige Funktion, bei der {\displaystyle f(a)} und {\displaystyle f(b)} verschiedene Vorzeichen haben, hat dort mindestens eine Nullstelle.
Extremwertsatz
Eine in einem Intervall stetige Funktion hat dort stets einen größten und einen kleinsten Funktionswert.
Mittelwertsatz
Es sei {\displaystyle f:[a,b]\to \mathbb {R} } auf dem abgeschlossenen Intervall {\displaystyle [a,b]} ({\displaystyle a<b}) stetig und differenzierbar. Dann gibt es mindestens ein {\displaystyle x_{0}\in (a,b)}, so dass
{\displaystyle f'\left(x_{0}\right)={\frac {f\left(b\right)-f\left(a\right)}{b-a}}}
gilt.

## Differentialrechnung

### Differenzierbarkeit: Definitionen
Eine Funktion {\displaystyle f} ist genau dann differenzierbar an einer Stelle {\displaystyle x_{0}} ihres Definitionsbereichs, wenn der Grenzwert
{\displaystyle \lim _{x\rightarrow x_{0}}{\frac {f(x)-f(x_{0})}{x-x_{0}}}}
existiert. Diesen Grenzwert bezeichnet man als die Ableitung von {\displaystyle f} an der Stelle {\displaystyle x_{0}}.

### Geometrisches: Tangenten
Tangentengleichung zu {\displaystyle f} im Punkt {\displaystyle P(x_{0}|f(x_{0}))}
{\displaystyle y=f'(x_{0})\!\,(x-x_{0})+f(x_{0})}
Normale (Senkrechte)
{\displaystyle y={\frac {-1}{f'(x_{0})}}(x-x_{0})+f(x_{0})}

### Ableitungsregeln
Konstante Funktion
{\displaystyle \left(a\right)'=0}
Faktorregel
{\displaystyle (a\cdot f)'=a\cdot f'}
Summenregel
{\displaystyle \left(g\pm h\right)'=g'\pm h'}
Produktregel
{\displaystyle (g\cdot h)'=g'\cdot h+g\cdot h'}
Quotientenregel
{\displaystyle \left({\frac {g}{h}}\right)'={\frac {g'\cdot h-g\cdot h'}{h^{2}}}}
Potenzregel
{\displaystyle \left(x^{n}\right)'=nx^{n-1}}
Kettenregel
{\displaystyle (g\circ h)'(x)=(g(h(x)))'=g'(h(x))\cdot h'(x)}
Ableitung der Potenzfunktion {\displaystyle f(x)=g(x)^{h(x)}}
{\displaystyle f'(x)=\left(h'(x)\ln(g(x))+h(x){\frac {g'(x)}{g(x)}}\right)g(x)^{h(x)}}.
Leibnizsche Regel
Die Ableitung {\displaystyle n}-ter Ordnung für ein Produkt aus zwei {\displaystyle n}-fach differenzierbaren Funktionen {\displaystyle f} und {\displaystyle g} ergibt sich aus
{\displaystyle (fg)^{(n)}=\sum _{k=0}^{n}{n \choose k}f^{(k)}g^{(n-k)}}.
Die hier auftretenden Ausdrücke der Form {\displaystyle {\tbinom {n}{k}}} sind Binomialkoeffizienten.
Formel von Faà di Bruno
Diese Formel ermöglicht die geschlossene Darstellung der {\displaystyle n}-ten Ableitung der Komposition zweier {\displaystyle n}-fach differenzierbarer Funktionen. Sie verallgemeinert die Kettenregel auf höhere Ableitungen.

### Ableitungen wichtiger Funktionen
siehe Tabelle von Ableitungs- und Stammfunktionen

### Geometrische Anwendungen: Eigenschaften von Kurven (Kurvendiskussion)
Betrachtet wird {\displaystyle f\colon x\mapsto f(x)}
| Untersuchungsaspekt                                 | Kriterium                                                                                                |
| --------------------------------------------------- | --- |
| Nullstelle                                          | {\displaystyle f(x_{N})=0\,}                                                                             |
| Extremwert                                          | {\displaystyle f'(x_{E})=0\quad {\text{und}}\quad f''(x_{E})\neq 0}                                      |
| Minimum                                             | {\displaystyle f'(x_{E})=0\quad {\text{und}}\quad f''(x_{E})>0}                                          |
| Maximum                                             | {\displaystyle f'(x_{E})=0\quad {\text{und}}\quad f''(x_{E})<0}                                          |
| Wendepunkt                                          | {\displaystyle f''(x_{W})=0\quad {\text{und}}\quad f'''(x_{W})\neq 0}                                    |
| Sattelpunkt                                         | {\displaystyle f'(x_{W})=0\quad {\text{und}}\quad f''(x_{W})=0\quad {\text{und}}\quad f'''(x_{W})\neq 0} |
| Verhalten im Unendlichen                            | {\displaystyle \lim _{x\to \infty }f(x)\quad {\text{und}}\quad \lim _{x\to -\infty }f(x)}                |
| Symmetrie                                           | |
| Achsensymmetrie zur Koordinatenachse („gerade“)     | {\displaystyle f(x)=f(-x)\,}                                                                             |
| Punktsymmetrie zum Koordinatenursprung („ungerade“) | {\displaystyle -f(x)=f(-x)\,}                                                                            |
| Monotonie                                           | |
| monoton steigend bzw. streng monoton steigend       | {\displaystyle f'(x)\geq 0\quad {\text{bzw.}}\quad f'(x)>0\,}                                            |
| monoton fallend bzw. streng monoton fallend         | {\displaystyle f'(x)\leq 0\quad {\text{und}}\quad f'(x)<0}                                               |
| Krümmung                                            | |
| Linkskrümmung/Konvexbogen (nach oben offen)         | {\displaystyle f''(x)\geq 0\,}                                                                           |
| Rechtskrümmung/Konkavbogen (nach unten offen)       | {\displaystyle f''(x)\leq 0\,}                                                                           |
| Periodizität                                        | {\displaystyle f(x+p)=f(x)\,}                                                                            |

#### Gebrochenrationale Funktionen
Funktionsterm:
{\displaystyle f(x)={\frac {a_{z}x^{z}+a_{z-1}x^{z-1}+\cdots +a_{1}x+a_{0}}{b_{n}x^{n}+b_{n-1}x^{n-1}+\cdots +b_{1}x+b_{0}}}={\frac {P_{z}(x)}{Q_{n}(x)}}}
- Einteilung
  - Ist das Nennerpolynom {\displaystyle Q_{n}} vom Grad 0 (also n = 0 und b0 ≠ 0) und ist {\displaystyle P_{z}} nicht das Nullpolynom, so spricht man von einer ganzrationalen oder einer Polynomfunktion.
  - Ist n > 0 , so handelt es sich um eine gebrochenrationale Funktion.
  - Ist n > 0 und z < n, so handelt es sich um eine echt gebrochenrationale Funktion.
  - Ist n > 0 und z ≥ n, so handelt es sich um eine unecht gebrochenrationale Funktion. Sie kann mittels Polynomdivision in eine ganzrationale Funktion und eine echt gebrochenrationale Funktion aufgeteilt werden.
- Definitionsbereich
  - {\displaystyle \mathbb {D} =\mathbb {R} \setminus \lbrace x_{0}\mid Q_{n}(x_{0})=0\rbrace }
- Asymptotisches Verhalten: Für {\displaystyle x\to \infty } strebt {\displaystyle f(x)}
  - [falls {\displaystyle z>n}] gegen {\displaystyle \operatorname {sgn}(a_{z})\cdot \operatorname {sgn}(b_{n})\cdot \infty }, wobei sgn die Vorzeichenfunktion bezeichnet.
  - [falls {\displaystyle z=n}] gegen {\displaystyle {\tfrac {a_{z}}{b_{n}}}}
  - [falls {\displaystyle z<n}] gegen 0 (die x-Achse)
- Symmetrie
  - Sind {\displaystyle P_{z}} und {\displaystyle Q_{n}} beide gerade oder beide ungerade, so ist {\displaystyle f} gerade (symmetrisch zur y-Achse).
  - Ist {\displaystyle P_{z}} gerade und {\displaystyle Q_{n}} ungerade, so ist {\displaystyle f} ungerade (punktsymmetrisch zum Ursprung); Gleiches gilt, wenn {\displaystyle P_{z}} ungerade und {\displaystyle Q_{n}} gerade ist.
- Polstellen: {\displaystyle x_{p}} heißt Polstelle von {\displaystyle f}, wenn
  - {\displaystyle Q_{n}(x_{p})=0\quad {\text{und}}\quad P_{z}(x_{p})\neq 0.}
- Asymptoten: Mittels Polynomdivision von {\displaystyle p} durch {\displaystyle q} erhält man {\displaystyle p=g\cdot q+r} mit Polynomen {\displaystyle g} und {\displaystyle r}, wobei der Grad von {\displaystyle r} kleiner als der von {\displaystyle q} ist. Das asymptotische Verhalten von {\displaystyle f={\tfrac {p}{q}}=g+{\tfrac {r}{q}}} ist damit durch die ganzrationale Funktion {\displaystyle g} bestimmt:
  - {\displaystyle [z<n]\,} x-Achse ist Asymptote: {\displaystyle g(x)=0}
  - {\displaystyle [z=n]\,} waagerechte Asymptote: {\displaystyle g(x)={\frac {a_{z}}{b_{n}}}}
  - {\displaystyle [z=n+1]\,} schräge Asymptote: {\displaystyle g(x)=mx+c\,;m\neq 0}
  - {\displaystyle [z>n+1]\,} ganzrationale Näherungsfunktion

## Integralrechnung

### Flächenberechnung
Der Flächeninhalt zwischen der x-Achse und dem Graphen der Funktion f(x) im Intervall von a bis b ist
- {\displaystyle \int _{a}^{b}f(x)\mathrm {d} x,\qquad {\text{falls }}f(x)\geq 0\forall x\in [a,b]}
- {\displaystyle -\int _{a}^{b}f(x)\mathrm {d} x,\qquad {\text{falls }}f(x)\leq 0\forall x\in [a,b]}
- Andernfalls ist das Intervall durch Bestimmung der Nullstellen in solche Teilintervalle zu zerlegen.

### Eigenschaften des bestimmten Integrals
{\displaystyle \int _{a}^{b}f(x)\mathrm {d} x=-\int _{b}^{a}f(x)\mathrm {d} x}
{\displaystyle \int _{a}^{a}f(x)\mathrm {d} x=0}
{\displaystyle \int _{a}^{c}f(x)\mathrm {d} x=\int _{a}^{b}f(x)\mathrm {d} x+\int _{b}^{c}f(x)\mathrm {d} x,\qquad a<b<c}
{\displaystyle \int _{a}^{b}k\cdot f(x)\mathrm {d} x=k\cdot \int _{a}^{b}f(x)\mathrm {d} x}
{\displaystyle \int _{a}^{b}(f(x)+g(x))\,\mathrm {d} x=\int _{a}^{b}f(x)\mathrm {d} x+\int _{a}^{b}g(x)\mathrm {d} x}

### Integralfunktion undHauptsatz der Differential- und Integralrechnung
Integralfunktion
{\displaystyle F_{a}(x)=\int \limits _{a}^{x}f(t)\mathrm {d} t}
Hauptsatz der Infinitesimalrechnung
{\displaystyle F_{a}(x)'=f(x)\,}
Stammfunktion
Jede Funktion {\displaystyle F} heißt Stammfunktion von {\displaystyle f}, wenn für alle x des Definitionsbereichs gilt
{\displaystyle F'(x)=f(x)\,}
Dies bezeichnet der Ausdruck {\displaystyle \int f(x)\mathrm {d} x}
Integration
Ist F irgendeine Stammfunktion von f, so gilt
{\displaystyle \int _{a}^{b}f(x)\mathrm {d} x=F(b)-F(a)}

### Spezielle Stammfunktionen
Die Stammfunktionen von {\displaystyle f(x)=x^{n}} sind
{\displaystyle F(x)={\frac {x^{n+1}}{n+1}}+c,\qquad n\not =-1}
Alles Weitere siehe Tabelle von Ableitungs- und Stammfunktionen

### Integrationsmethoden
Produkt-, Teil- oder partielle Integration
- unbestimmt
{\displaystyle \int f(x)g'(x)\mathrm {d} x=f(x)\cdot g(x)-\int f'(x)\cdot g(x)\mathrm {d} x}
{\displaystyle \int f(x)\cdot g(x)\mathrm {d} x=f(x)\cdot G(x)-\int f'(x)\cdot G(x)\mathrm {d} x}
- bestimmt
{\displaystyle \int _{a}^{b}f(x)\cdot g'(x)\mathrm {d} x=[f(x)\cdot g(x)]_{a}^{b}-\int _{a}^{b}f'(x)\cdot g(x)\mathrm {d} x}

Integration durch Substitution
- unbestimmt
{\displaystyle \int f(x)\mathrm {d} x=\int f(\varphi (t))\varphi '(t)\mathrm {d} t}
- bestimmt
{\displaystyle \int _{a}^{b}f(\varphi (t))\cdot \varphi '(t)\mathrm {d} t=\int _{\varphi (a)}^{\varphi (b)}f(x)\mathrm {d} x}
- Spezialfall: lineare Substitution
{\displaystyle \int f(mx+n)\mathrm {d} x={\frac {1}{m}}F(mx+n)+C,\qquad m\neq 0}
{\displaystyle \int _{a}^{b}f(mx+n)\mathrm {d} x={\frac {1}{m}}\lbrack F(mx+n)\rbrack _{a}^{b},\qquad m\neq 0}
- Spezialfall: logarithmische Integration
{\displaystyle \int {\frac {f'(x)}{f(x)}}\mathrm {d} x=\ln |f(x)|+C,\qquad f(x)\neq 0}

### Angewandtes

#### Volumenbestimmung
- Volumen des Körpers bei Rotation der Fläche zwischen dem Graphen von f und der x-Achse im Intervall [a,b]
{\displaystyle \pi \cdot \int _{a}^{b}f^{2}(x)\mathrm {d} x}
- Volumen des Körpers bei Rotation der Fläche zwischen dem Graphen der umkehrbaren Funktion f und der y-Achse im Intervall [a,b]
{\displaystyle \pi \cdot \int _{f(a)}^{f(b)}(f^{-1}(y))^{2}\mathrm {d} y}
- Volumen des Körpers, der bei y-Rotation der Fläche, welche durch den Graphen der Funktion f im Intervall [a,b], der x-Achse und den beiden Geraden {\displaystyle x=a} und {\displaystyle x=b} begrenzt wird, entsteht
{\displaystyle 2\pi \cdot \int _{a}^{b}(x\cdot f(x))\mathrm {d} x}

##### Guldinsche Regeln
{\displaystyle M} Oberflächeninhalt
{\displaystyle V} Volumen
{\displaystyle L} Länge der erzeugenden Linie (Profillinie)
{\displaystyle A} Flächeninhalt der erzeugenden Fläche
{\displaystyle R} Radius des Schwerpunktkreises
Erste Regel
{\displaystyle M=L\cdot 2\pi R}
Ausgedrückt in Abhängigkeit von der Funktion f(x) der erzeugenden Linie ergibt sich dies als:
- bei Rotation um die x-Achse
{\displaystyle M=2\pi \int _{a}^{b}f(x){\sqrt {1+\left[f'(x)\right]^{2}}}\mathrm {d} x.}
- bei Rotation um die y-Achse
{\displaystyle M=2\pi \int _{\min(f(a),f(b))}^{\max(f(a),f(b))}f^{-1}(y){\sqrt {1+\left[\left(f^{-1}(y)\right)'\right]^{2}}}\mathrm {d} y.}

Zweite Regel
{\displaystyle V=A\cdot 2\pi R.}
Im Fall der Rotation um die x-Achse einer Fläche zwischen {\displaystyle f(x)}, der x-Achse und den Grenzen {\displaystyle x=a} und {\displaystyle x=b} ergibt sich das Volumen ausgedrückt durch {\displaystyle f(x)} mit {\displaystyle R} als Flächenschwerpunkt zu
{\displaystyle V=A\cdot 2\pi {\tfrac {1}{A}}\int _{A}y\mathrm {d} A=\pi \cdot \int _{a}^{b}(f(x))^{2}\mathrm {d} x}
mit {\displaystyle y={\tfrac {f(x)}{2}}} und {\displaystyle \mathrm {d} A=f(x)\mathrm {d} x.}

#### Weiteres
- Ist f auf [a,b] stetig, so heißt {\displaystyle {\bar {m}}} der Mittelwert der Funktionswerte von f auf {\displaystyle [a,b]}
{\displaystyle {\bar {m}}={\frac {1}{b-a}}\cdot \int _{a}^{b}f(x)\mathrm {d} x}
- Länge des Bogens der differenzierbaren Funktion f im Intervall [a,b]:
{\displaystyle L=\int _{a}^{b}{\sqrt {1+[f'(x)]^{2}}}\mathrm {d} x}

### Näherungsweises Berechnen von Integralen:Numerische Integration
- Zerlegungssummen
{\displaystyle \int _{a}^{b}f(x)\mathrm {d} x\approx hf(x_{1})+hf(x_{2})+\cdots +hf(x_{n})\qquad {\text{mit }}h={\frac {b-a}{n}}}
- Keplersche Fassregel
{\displaystyle \int _{a}^{b}f(x)\mathrm {d} x\approx {\frac {1}{6}}\cdot \left(f(a)+4\cdot f\left({\frac {a+b}{2}}\right)+f(b)\right)}
- Trapezregel
  - Sehnentrapez

{\displaystyle \int _{a}^{b}f(x)\mathrm {d} x\approx {\frac {f(b)+f(a)}{2}}\cdot (b-a)}
{\displaystyle \int _{a}^{b}f(x)\mathrm {d} x\approx {\frac {b-a}{2n}}\left(f(x_{0})+2f(x_{1})+\cdots +2f(x_{n-1}+f(x_{n})\right)}
  - Tangententrapez

{\displaystyle \int _{a}^{b}f(x)\mathrm {d} x\approx {\frac {b-a}{2}}\cdot {\frac {b-a}{2}}}
- Simpsonregel
{\displaystyle \int _{a}^{b}f(x)\mathrm {d} x\approx {\frac {b-a}{6}}\cdot \left(f(a)+4f\left({\frac {a+b}{2}}\right)+f(b)\right)}
{\displaystyle \int _{a}^{b}f(x)\mathrm {d} x\approx {\frac {b-a}{6n}}\cdot \left(f(x_{0})+4f(x_{1})+2f(x_{2})+4f(x_{3})+2f(x_{4})+\cdots f(x_{n})\right)}